# パースペクタ・ステレオ
パースペクタ・ステレオ(Perspecta)は1954年にファイン・サウンドが開発した映画サウンドシステム。パースペクタ立体音響（パースペクター立体音響）とも呼ばれる。
当時利用できた磁気トラックによるステレオ方式に対し、利点は、映写機用の新しいサウンドヘッドを用意する必要がなく費用を安く済ませることができることである。
パースペクタ・ステレオは、各チャンネル独立した音声信号を利用する代わりに30Hz,35Hz,40Hzの低周波音を適切に合成させ、光学式サウンドトラックのモノラル音声の中にこれらの信号を埋め込む仕組みをとっていた。「パースペクタ・インテグレータ」と呼ばれる装置に通すと、どの信号が埋め込まれているかにより、音声が左のスピーカー(30Hz)、中央のスピーカー(35Hz)、右のスピーカー(40Hz)に振り分けられる。
本来のステレオ方式ならば、独立したチャンネルが同期して立体サウンドを構成するが、パースペクタでは、スピーカーをまたいで横移動できるのは単一のモノラルミックスだけである。そのため、セリフ単体もしくは効果音単体しか、指向性のある音声はつくれなかった。効果音・セリフ・音楽のミックスはうまくいかなかった。
横移動の他、各チャンネルのゲインレベルはそれぞれの制御信号の振幅によって制限された。
パースペクタを支援し、発展させたのは、主にメトロ・ゴールドウィン・メイヤーとパラマウント・ピクチャーズである。MGMは1954年半ばから1958年ごろまで、短編・カートゥーン・予告編をふくむ全公開作品に使用した。パラマウントは明記せずとも全ビスタビジョン映画に使用した（ビスタビジョンが凋落する1958年あたりまで）。また、ユニバーサル・スタジオ、ワーナー・ブラザース、ユナイテッド・アーティスツ、コロンビア ピクチャーズもパースペクタ・ステレオを採用した。
日本では、東宝が『最後の脱走』（1957年）を皮切りに1962年まで主要な東宝作品で採用された。

## パースペクタ・ステレオ使用作品
- ホワイト・クリスマス（1954年）
- 底抜け最大のショウ（1954年）
- 裸足の伯爵夫人（1954)年）
- 風と共に去りぬ (1954年）
- 獅子王リチャード（1954年） [注釈 1]
- Lucky Me（1954年） [注釈 1]
- 画家とモデル（1955年）
- エデンの東（1955年）[注釈 1]
- 悪魔の島 Hell's Island（1955年）
- 暴力には暴力だ！The Spoilers（1955年）
- 戦略空軍命令（1955年）
- 泥棒成金（1955年）
- 宇宙水爆戦（1955年）
- 全艦発進せよ Away All Boats（1956年）
- 禁断の惑星（1956年） [注釈 1]
- ボディ・スナッチャー/恐怖の街（1956年）
- 上流社会（1956年）
- 最後の脱走（1957年）[1]
- 地球防衛軍（1957年）[1]
- めまい（1958年）
- 恋の手ほどき（1958年） [注釈 2]
- 隠し砦の三悪人（1958年）
- ハワイ・ミッドウェイ大海空戦 太平洋の嵐（1960年）
- 用心棒（1961年）
- 椿三十郎（1962年）
- 妖星ゴラス（1962年）[1]